# Edwy al Angliei
Edwy cel Frumos (n. 940 d.Hr., Wessex – d. 1 octombrie 959 d.Hr., Gloucester, Anglia, Regatul Unit), a fost regele Angliei din 955 până la moartea sa care a avut loc patru ani mai târziu. El a fost fiul cel mare a lui Edmund și a soției sale, Ælfgifu de Shaftesbury, și a fost ales de nobilime pentru a-l urma pe unchiul său, Eadred, ca rege al țării. Scurta sa domnie a fost marcată de conflictele permanente cu familia sa, și în special Dunstan și cu Biserica, sub conducerea Arhiepiscopului Odo. 
Potrivit unei legende, dușmănia de moarte cu Dunstan a început în ziua în care Edwy nu a reușit să participe la o reuniune de nobili. Când Dunstan l-a găsit în cele din urmă pe tânărul monarh, el a fost găsit cu o nibilă, Æthelgifu, și a refuzat să se întoarcă cu episcopul. Înfuriat de această situație, Dunstan l-a târât pe Edwy înapoi și l-a forțat să renunțe la fată. Mai târziu, acesta a relizat că îl provocase pe rege, astfel Dunstan a fugit în sanctuarul din mănăstirea sa, iar Edwy, incitat de tânăra fată, l-a urmărit și i-a jefuit mănăstirea. Deși Dunstan a reușit să scape, el a refuzat să se întoarcă în Anglia până când Edwy nu murea. Potrivit înregistrărilor din Cronica anglo-saxonă, la încoronarea lui Edwy, Dunstan a fugit din Anglia însă nu se explicat motivul. Acest conflict dintre Edwy și Dunstan ar putea fi bazat fie pe un adevărat incident cu privire la o ceartă politică pentru putere între tânărul rege și oficialii bisericii, care doreau să-l controleze pe rege și care mai târziu au răspândit această legendă a reputației sale, fie este doar o legendă urbană, ori faptul că Edwy și soția sa aveau legături prea conexe.
Anularea căsătoriei lui Edwy cu Ælfgifu a fost neobișnuită și a fost împotriva voinței lor, în mod clar din motive politice din partea susținătorilor lui Dunstan. Biserica, la acea vreme, considera orice unire cu neamuri înrudite până la gradul al VII-lea ca fiind incestuoasă. (Acest lucru s-a redus la patru până în 1215). 
Dunstan, în timp ce se afla în exil, a devenit influențat de benedictienii din Flandra. Un partid pro-Dunstan și pro-benedictin a început să se formeze în jurul domeniului din estul Angliei care îi aparținea lui Athelstan și îl sprijinea pe fratele mai mic a lui Edwy, Edgar.
Frustrat de obligațiile împăratului și susținut de Arhiepiscopul Odo, marii seniori din Mercia și Northumbria și-au schimbat loialitatea față de fratele lui Edwy, Edgar. În 957, decât să vadă țara coborând într-un război civil, nobilii au fost de acord să împartă împărăția de-a lungul Tamisei, Edwy păstrând Wessexul și Kentul în sud iar Edgar a luat partea de nord.
Edwy a murit la o vârstă fragedă în 959, în circumstanțe care rămân necunoscute. El a fost succedat de fratele său, Edgar, care a reunit regatul.